# FC St. Pauli (Frauenfußball)

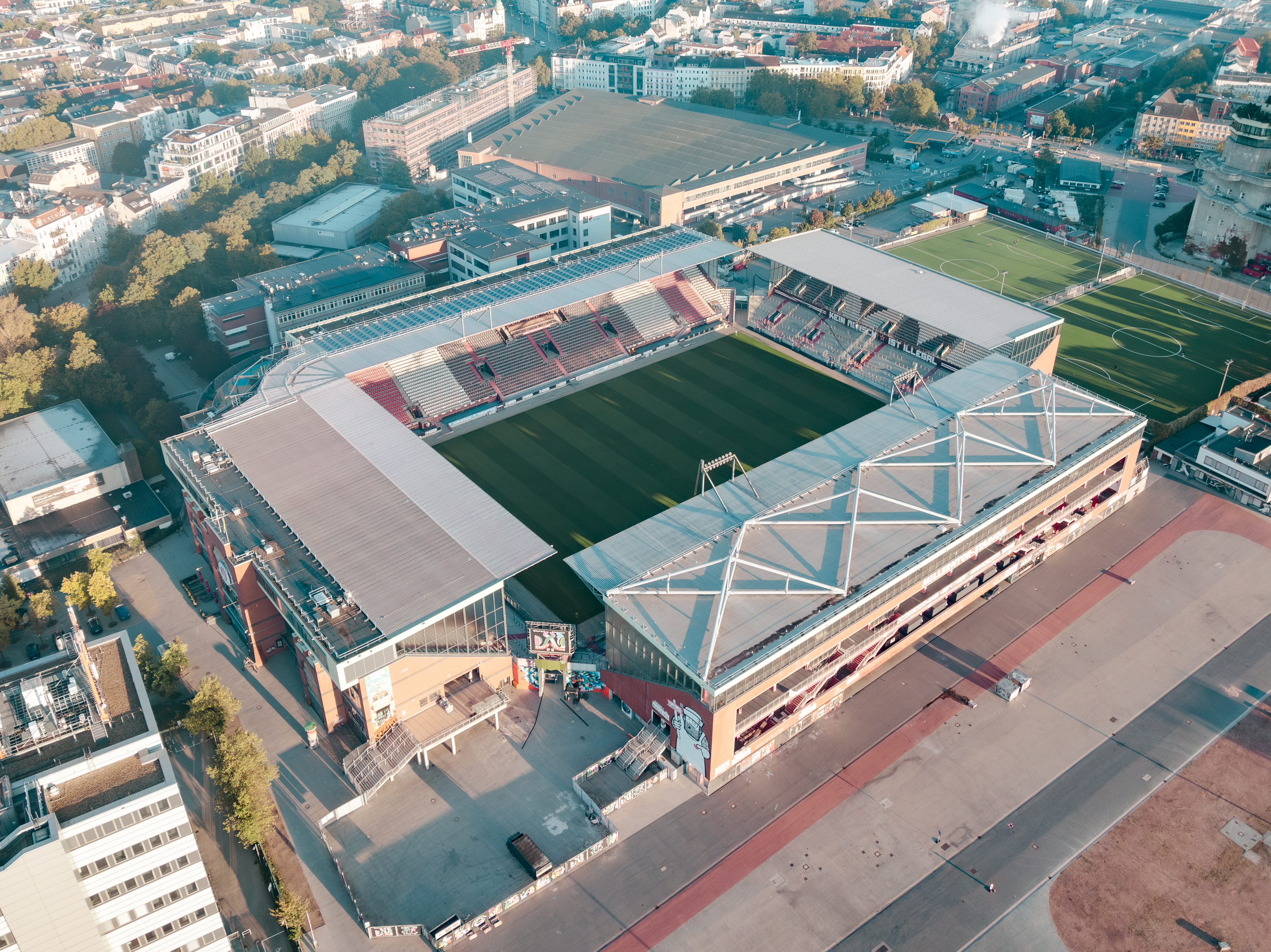
Die Feldarena (rechts) liegt nördlich des Millerntor-Stadions

Der Fußball-Club St. Pauli von 1910 e. V., kurz FC St. Pauli, ist ein Mehrspartensportverein aus dem Hamburger Stadtteil St. Pauli. Die Abteilung Fußball Frauen und Mädchen umfasst insgesamt neun Frauen- und Juniorinnenteams, von denen die erste Frauenmannschaft seit 2016 in der Regionalliga Nord spielt.
Der Trainings- und Spielbetrieb findet in der sogenannten Feldarena, einem Kunstrasenplatz an der Feldstraße, statt. Das Pokalspiel gegen den Hamburger SV im September 2023 wurde im benachbarten Millerntor-Stadion vor 19.710 Zuschauern ausgetragen. Für die übrigen Spiele im DFB-Pokal wurde die Adolf-Jäger-Kampfbahn genutzt.

## Geschichte
Bereits 1970 formierte sich eine Frauenmannschaft im Verein, die allerdings nur zwei Jahre später an starken Widerständen scheiterte. Auch als sich 1990 erneut eine Mannschaft gründete, mussten die Frauen lange um Anerkennung kämpfen und waren Ignoranz bis Schikane ausgesetzt. Mittlerweile wird die gebildete Abteilung auch aus den anderen Bereichen des Fußballklubs unterstützt.
Mit Unterstützung des Fanladen St. Pauli wurde ein Mädchenteam aufgebaut, anschließend erweiterte die Abteilung sich stetig, sodass ihr 2011 zwei Frauenmannschaften, vier Mädchenteams und auch ein Ü30-Team angehörten. Der Verein verfolgte den Ansatz des Breitensports und forcierte daher nicht den Aufstieg in höhere Spielklassen, weshalb die Frauenmannschaft Mitte der 2000er Jahre noch in der sechstklassigen Bezirksliga spielte. Erst 2008 wurde der Entschluss gefasst, das neugegründete 1. Frauenteam als leistungsorientierte Mannschaft aufzubauen. Zum kurzzeitigen Konflikt innerhalb des Vereins kam es 2011, als der ehemalige Trainer der A-Mädchen, Flemming Nielsen, mit Unterstützung aus dem Vereinspräsidium ein drittes Frauenteam beim Verband anmelden wollte. Dieses sollte jedoch nicht der Abteilung Fußball Frauen und Mädchen angehören, sondern in der Rugby-Abteilung angesiedelt werden.

## Saisonbilanzen
Der Verein hielt sich lange in den niederklassigen Ligen der Stadt Hamburg auf. Ende der 2000er Jahre begann der Aufstieg in höhere Ebenen bis zum 2016 erzielten Aufstieg in die Regionalliga, welche die dritthöchste Spielklasse im deutschen Ligensystem darstellt. Dort schaffte die erste Frauenmannschaft seither neunmal in Folge den Klassenerhalt. In den Jahren 2023 und 2024 qualifizierte sie sich durch Titelgewinne im Landespokal zudem für den DFB-Pokal. 2023/24 erreichte sie die 2. Runde und schied gegen den Hamburger SV aus, im Folgejahr unterlag man bereits in der ersten Runde
| Saison  | Höhe | Liga                    | Platz | Sp. | S  | U | N  | Tore  | Diff. | Punkte | Landespokal   |
| ------- | ---- | ----------------------- | ----- | --- | -- | - | -- | ----- | ----- | ------ | ------------- |
| 2004/05 | VI   | Bezirksliga             | 07.   | 18  | 06 | 5 | 07 | 24:32 | −8    | 23     | 1. Runde      |
| 2005/06 | VI   | Bezirksliga             | 03.   | 10  | 06 | 1 | 03 | 19:11 | +8    | 19     | 1. Runde      |
| 2006/07 | VI   | Bezirksliga             | 05.   | 14  | 05 | 5 | 04 | 17:24 | −7    | 20     | 1. Runde      |
| 2007/08 | VI   | Bezirksliga             | 07.   | 16  | 04 | 6 | 06 | 36:29 | +7    | 18     | 1. Runde      |
| 2008/09 | VI   | Bezirksliga             | 01.   | 18  | 15 | 3 | 0  | 70:12 | +58   | 48     | 2. Runde      |
| 2009/10 | V    | Landesliga              | 05.   | 22  | 13 | 2 | 07 | 58:32 | +26   | 41     | 2. Runde      |
| 2010/11 | IV   | Verbandsliga            | 12.   | 22  | 01 | 2 | 19 | 14:83 | −69   | 05     | Viertelfinale |
| 2011/12 | V    | Landesliga              | 04.   | 20  | 11 | 2 | 07 | 44:36 | +8    | 35     | 1. Runde      |
| 2012/13 | V    | Landesliga              | 02.   | 20  | 15 | 2 | 03 | 45:9  | +36   | 47     | 2. Runde      |
| 2013/14 | IV   | Verbandsliga            | 03.   | 20  | 14 | 1 | 05 | 54:35 | +19   | 43     | 2. Runde (2)  |
| 2014/15 | IV   | Verbandsliga            | 03.   | 20  | 13 | 4 | 03 | 67:22 | +45   | 43     | Halbfinale    |
| 2015/16 | IV   | Verbandsliga            | 01.   | 22  | 19 | 3 | 0  | 103:9 | +94   | 60     | Finale        |
| 2016/17 | III  | Regionalliga Nord       | 03.   | 20  | 12 | 3 | 05 | 50:38 | +12   | 39     | Achtelfinale  |
| 2017/18 | III  | Regionalliga Nord       | 07.   | 22  | 09 | 4 | 09 | 45:47 | −2    | 31     | Finale        |
| 2018/19 | III  | Regionalliga Nord       | 10.   | 22  | 06 | 4 | 12 | 34:45 | −11   | 22     | Achtelfinale  |
| 2019/20 | III  | Regionalliga Nord (1)   | 06.   | 13  | 06 | 1 | 06 | 22:35 | −13   | 19     | Viertelfinale |
| 2020/21 | III  | Regionalliga Nord B (1) | 04.   | 02  | 01 | 0 | 01 | 3:3   | ±0    | 03     | abgebrochen   |
| 2021/22 | III  | Regionalliga Nord       | 10.   | 26  | 09 | 3 | 14 | 49:66 | −17   | 30     | Viertelfinale |
| 2022/23 | III  | Regionalliga Nord       | 10.   | 26  | 09 | 4 | 13 | 59:68 | −9    | 31     | Sieg          |
| 2023/24 | III  | Regionalliga Nord       | 05.   | 22  | 09 | 6 | 07 | 48:35 | +13   | 33     | Sieg          |
| 2024/25 | III  | Regionalliga Nord       | 06.   | 22  | 08 | 4 | 10 | 41:42 | −1    | 28     | Finale        |

 Aufstieg  Abstieg  Pokalsieg